# Arne Ohlson
Arne Oliver Kjäll Ohlson, född 2 januari 1911 i Uddevalla, död 1 maj 2000 i Märsta, var en svensk operasångare (tenor).

## Biografi
Sitt intresse för sång fick Arne Ohlson som ung. Han var tidigt medlem av godtemplarorden där sjöngs mycket. Snart började Arne Ohlson spela violin och under en tid var han kanske lika intresserad av sin violin som av sången men till sist var det sången som vann. Han utbildades av Agustin Kock och fick 1936, när han var elev i Uppsala musikskolas sångklass, det största Kristina Nilsson-stipendiet (musik & sång, 2000 SEK). Han debuterade på skiva 1936 och på scen 1941.
Arne Ohlson var verksam vid Kungliga Operan i Stockholm 1941–1966 och övergick sedan till att undervisa. 1938 var han en av grundarna av Arionkvartetten. Han sjöng även in skivor under namnen Kjell Oliver och Allan Johns. Under sin studietid spelade han in minst fem skivor under namnet Alf Grane då han inte ville "förstöra" sitt riktiga namn innan han var färdig med utbildningen. Ohlson är gravsatt i minneslunden på Katarina kyrkogård i Stockholm.

## Filmografi
- 1948 – Känn dej som hemma (Kortfilm beställd av dåvarande Sveriges Kommunistiska Parti)[3]
- 1956 – Sista natten[3]